# Anna i Jerzy Tarnawscy
Anna Tarnawska z d. Żemoytel (ur. 30 czerwca 1923 w Wilnie, zm. 28 grudnia 2017 we Wrocławiu) i Jerzy Tarnawski (ur. 15 lutego 1926 w Warszawie, zm. 3 stycznia 2025 we Wrocławiu) – małżeństwo architektów powojennego modernizmu działających głównie na terenie Wrocławia i Dolnego Śląska. Znani z architektury high-tech, związanej z najnowszą technologią.

## Życiorys

### Anna Żemoytel
Urodziła się 30 czerwca 1923 roku w Wilnie, gdzie ukończyła liceum prowadzone przez Zgromadzenie Sióstr Nazaretanek. Jej ojciec był wysokim urzędnikiem pochodzącym z dawnej szlachty litewskiej. Po II wojnie światowej rodzina została wysiedlona i ostatecznie w 1946 trafiła do Wrocławia, gdzie Anna ukończyła szkołę. Myśląc od dawna o zawodzie architekta, wstąpiła na Wydział Architektury i Budownictwa Mieszkaniowego Politechniki Wrocławskiej.

### Jerzy Tarnawski
Urodził się 15 lutego 1926 roku w Warszawie. Jego ojciec był urzędnikiem bankowym, matka pracowała w Związku Młodzieży Dalekiego Wschodu. Początkowo nie planował kariery architekta, chociaż interesował się współczesną architekturą i urbanistyką. W czasie II wojny światowej ukończył Gimnazjum im. Tadeusza Reytana. W 1942 wstąpił do Związku Walki Zbrojnej, późniejszej Armii Krajowej. Brał udział w powstaniu warszawskim, podczas którego został postrzelony w płuca.
Po wojnie, w wyniku represji wobec powstańców, rodzinę Tarnawskich przesiedlono do Wrocławia. Jerzy zozpoczął naukę na Wydziale Architektury Politechniki Wrocławskiej, tworząc pierwsze projekty pod opieką Tadeusza Ptaszyckiego (m.in. pawilon kawiarni „Kaprys” przy Dworcu Głównym podczas Wystawy Ziem Odzyskanych). Po wyjeździe Ptaszyckiego do Nowej Huty, został asystentem Zbigniewa Kupca.

### Małżeństwo
Anna i Jerzy wzięli ślub po studiach, w 1951 roku. Na krótko wyjechali do Zakopanego. W 1952 r. wstąpili do wrocławskiego oddziału SARP-u, w którego zarządzie zasiadał Jerzy Tarnawski. W tym samym roku zostali zatrudnieni w Miastoprojekcie Wrocław, gdzie pracowało wielu architektów poznanych podczas studiów.
Ich córką jest Katarzyna Tarnawska, również architekt.
W latach 80., w związku z wprowadzeniem stanu wojennego i zapaścią inwestycyjną w PRL, Tarnawscy wyjechali na parę lat do Algierii. Po powrocie Anna przeszła na emeryturę, Jerzy zaś, w obliczu prywatyzacji „Miastoprojektu” i transformacji ustrojowej, założył własne biuro. Od 1992 nazywa się Studio Tarnawscy-Frąckiewicz, pracuje w nim córka Katarzyna oraz jej mąż, Jacek Frąckiewicz.

## Twórczość
Tarnawscy, podobnie jak inni architekci Miastoprojektu Wrocław, mimo ograniczeń żelaznej kurtyny posiadali dość duże rozeznanie w międzynarodowej architekturze. W swoich projektach zwracali dużą uwagę na funkcjonalność, próbując równoważyć ją z estetyką architektury, i przystosowując projekt do funkcji miejskich, jak i wymagań użytkowników. O swojej pracy wypowiadali się następująco:
Najważniejsza jest w pracy architekta wyobraźnia, widzenie w prostej bryle skomplikowanych form. Architekt najpierw widzi projekt w całości, a następnie opracowuje szczegóły. Musi jednak pamiętać o tym, by projekt zawierał nie tylko elementy estetyczne, ale także funkcjonalne.
Podobnie jak u innych architektów w okresie PRL-u, dużym problemem pozostawało zaopatrzenie materiałowe i wykańczanie obiektów, co zniekształcało finalną formę budynków.

### Rekonstrukcja Starego Miasta we Wrocławiu i przełom odwilży gomułkowskiej
Początek praktyki Tarnawskich przypadł na okres socrealizmu, który wykluczał używanie nowoczesnych form. W tym czasie działali w zespole pod kierownictwem Emila Kaliskiego, zajmując się głównie rekonstrukcją kamienic na Starym Mieście we Wrocławiu, ściślej przy Rynku oraz w rejonie Piasku i pl. Nowego Targu. Rekonstrukcja w owych czasach nie oznaczała dokładniej odbudowy stanu przedwojennego, lecz wiele czerpała z wcześniejszych wzorców historycznych, co wymuszało badania nad historią architektury i urbanistyki Wrocławia, którą Tarnawscy również zgłębiali. Po latach Jerzy Tarnawski tak oceniał miasto:
Wrocław jest piękny, ale szkoda, że wciąż ma nierozwiązany układ komunikacyjny i niezabudowane w pełni centrum.
Przełomowy dla Tarnawskich okazał się konkurs na zabudowę dawnego pl. Młodzieżowego przy ul. Świdnickiej, w zespole razem z Włodzimierzem Czerechowskim, Ryszardem Jędrakiem i Ryszardem Natusiewiczem. Zaprojektowany budynek zachowywał cechy tradycyjnej architektury, jak nawiązanie układem przestrzennym do historycznej pierzei, wyodrębnienie przyziemia i skośne dachy. W czasie projektowania w kraju doszło do zmian politycznych, tzw. odwilży; nastąpiło zdyskredytowanie socrealizmu i dopuszczenie modernizmu do praktyk polskich architektów. Projekt pl. Młodzieżowego był na ostatnią chwilę „unowocześniany” – zrezygnowano z historyzujących detali, a ulicę Świdnicką poszerzono. Wnętrza lokali w przyziemiu oraz detale plastyczne projektowane były we współpracy z artystą plastykiem Arkadiuszem Włodarczykiem. Propozycja Tarnawskich zwyciężyła w konkursie, a jej realizacja stała się pierwszym powojennym budynkiem o nowej architekturze na terenie staromiejskim Wrocławia.

### Zabudowa przy placu Nowy Targ

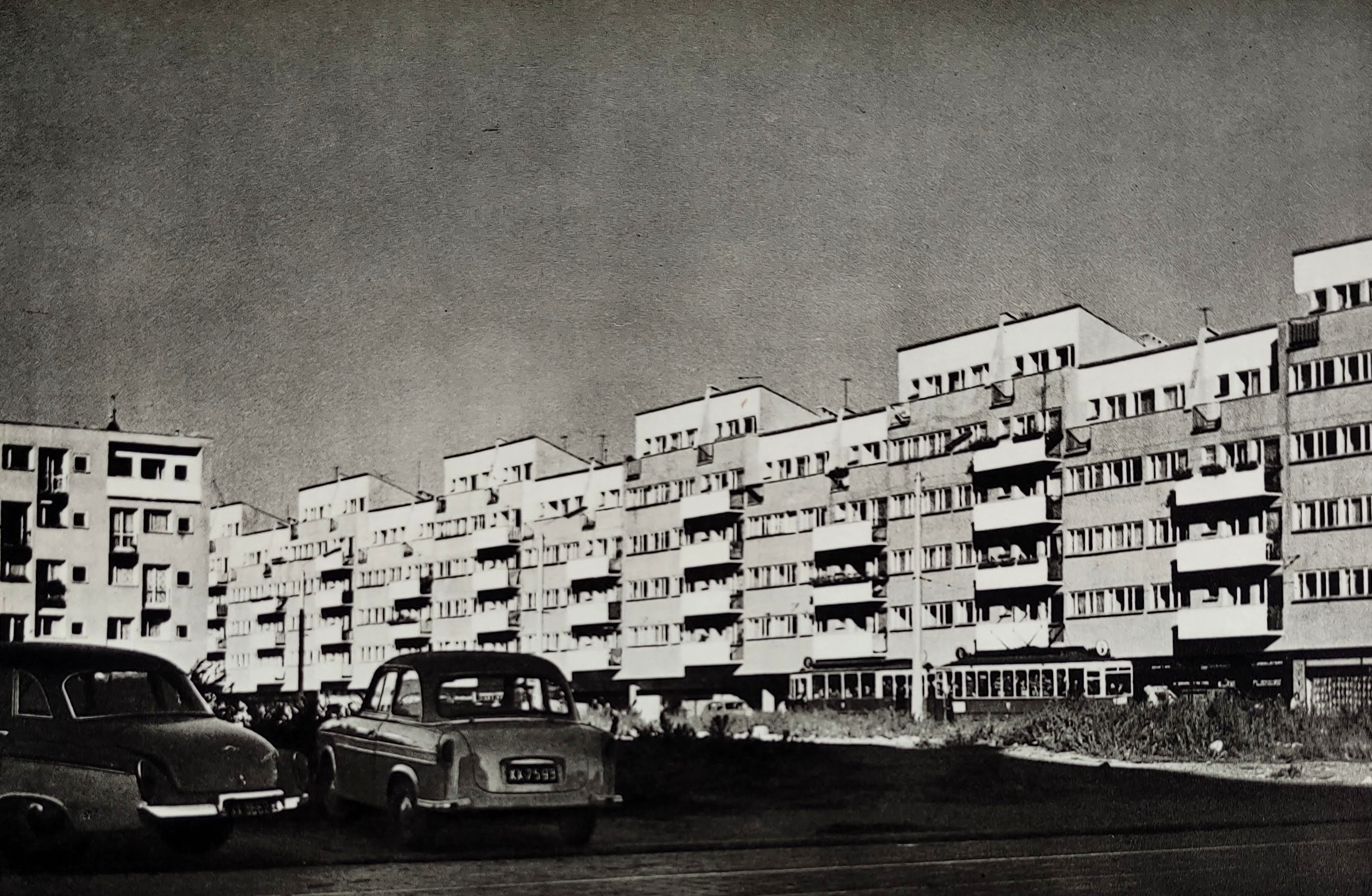
Wschodnia pierzeja pl. Nowy Targ

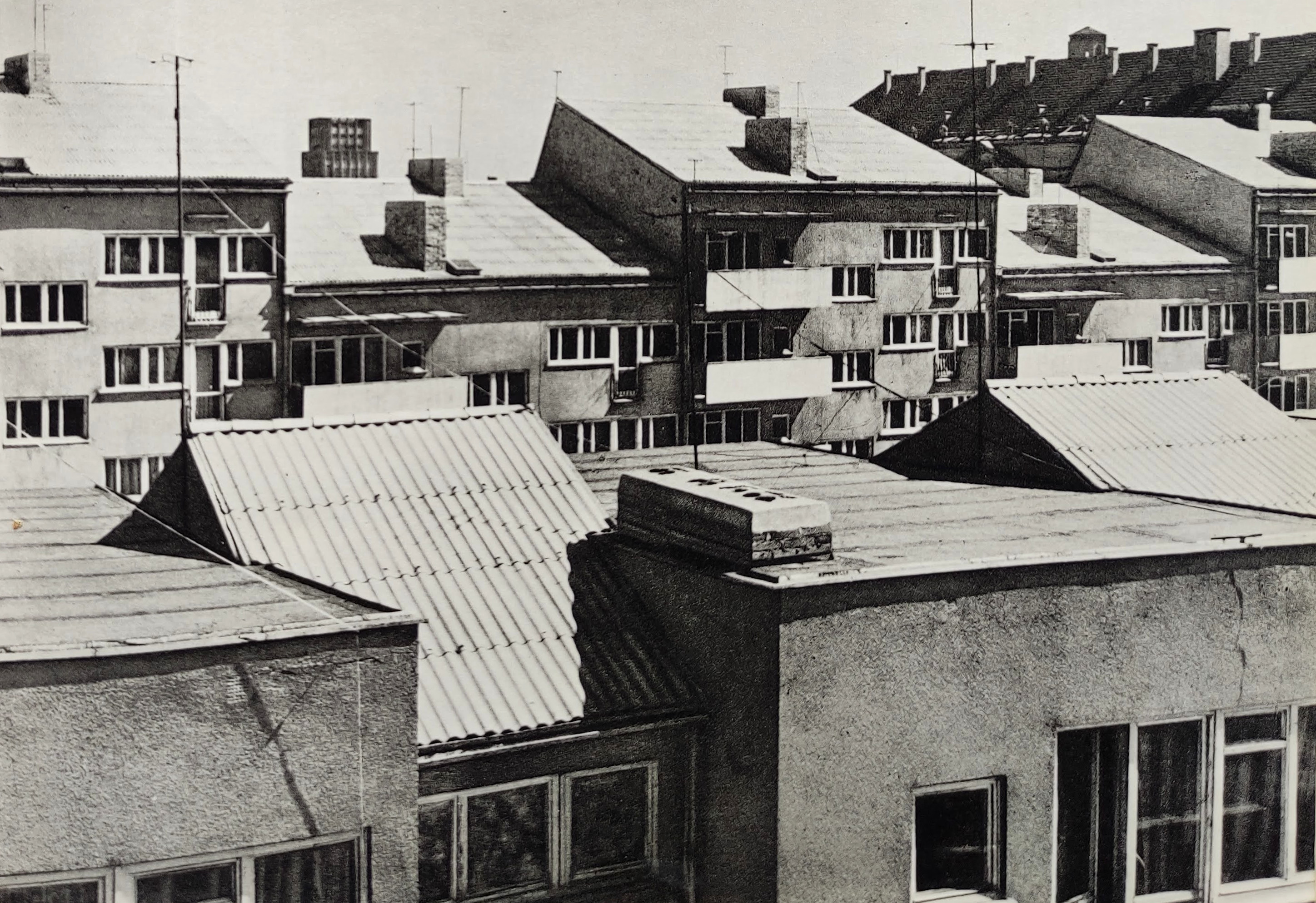
Dachy nowych budynków przy Nowym Targu

W zespole z Czerechowskim i Natusiewiczem Tarnawscy zaprojektowali założenie zabudowy mieszkalnej przy pl. Nowy Targ we Wrocławiu. Było ono realizowane przy użyciu nowoczesnych materiałów i prefabrykacji, przez co budynki miały powstawać tanio i szybko. Wymusiło to powtarzalną i segmentową kompozycję architektoniczną, którą Tarnawscy usiłowali uatrakcyjnić, pogłębiając walory światłocieniowe elewacji. Modernistyczne bloki mieszkalne, bardziej horyzontalne, miały kontrastować z wertykalnymi pobliskimi kościołami gotyckimi. Owa różnica była wówczas postrzegana pozytywnie, miała bowiem wydobywać wartości dwóch zupełnie odmiennych styli. Powstałe osiedle odznaczało się niemalże wzorowym wprowadzeniem zasad modernistycznych. Bloki mieszkalne osadzone zostały w zieleni, dając mieszkańcom dostęp do światła i powietrza. Równocześnie układ ten przerwał kilka wiekowych, staromiejskich ulic, które miejscami zredukowane zostały do formy chodników, jak w przypadku ul. Łaciarskiej.
Wstępem do realizacji Nowego Targu był tzw. „budynek eksperymentalny” przy ul. Szewskiej 29-31. Przyszli lokatorzy bloku mieli okazję uczestniczyć w projektowaniu wnętrz mieszkalnych. Dopuszczenie użytkowników do procesu projektowania w takim stopniu było rozwiązaniem awangardowym i być może pierwszym w Europie. Przypominało też popularne w tamtym czasie teorie Oskara Hansena, zwłaszcza teorię formy otwartej. Na podstawie najczęściej powtarzanych wariantów zaprojektowano później mieszkania w całym rejonie pl. Nowy Targ. W efekcie powstały mieszkania posiadające – jak na tamte czasy – wiele pomieszczeń o niewielkim metrażu.
Osiedle wyposażone zostało w żłobek przy ul. Krowiej i przedszkole przy ul. Nożowniczej, o formach parterowych pawilonów z kwadratowymi patio. Przy ul. Kraińskiego powstał budynek szkoły z podciętymi piętrami i wolnymi parterami, o elewacji z pasów szkła i jasnego tynku. Projekty te wykazują inspirację realizacjami modernizmu zwłaszcza z okresu przedwojennego.
Nie zrealizowano wszystkich postulatów projektantów – nie powstały kolorowe elewacje ani dwupoziomowe mieszkania, zastosowano tańsze materiały, nie wzniesiono fontanny na środku placu oraz punktowca z pawilonem kina, który miał stanowić dominantę placu. Wiele z tych elementów zostało uznanych przez decydentów za niepotrzebne „zachodnie nowalijki”.
Realizacja okazała się dużym sukcesem, o czym świadczy nagrodzenie zespołu Tarnawskich nagrodą III stopnia Komisji ds. Architektury i Urbanistyki w 1963 roku. Budynek przy ul. Wita Stwosza 37-44, tzw. Uskokowiec, w 1962 roku został wyróżniony nagrodą Mistera Wrocławia za najlepszy budynek mieszkalny. W późniejszych latach Tarnawskich proszono o zaprojektowanie nowych, analogicznych w stosunku do pl. Nowy Targ budynków w rejonie ul. Kuźniczej, oraz osiedli na południu Wrocławia, a także w innych miastach Dolnego Śląska – w Jeleniej Górze, Oleśnicy i Oławie. W dużej mierze uległy one jednak ograniczeniom ekonomicznym, co odbiło się na jakości architektury. Do 1970 roku zespół wykonał 69 projektów.

### Architektura dla komputerów – projekt ZETO Wrocław

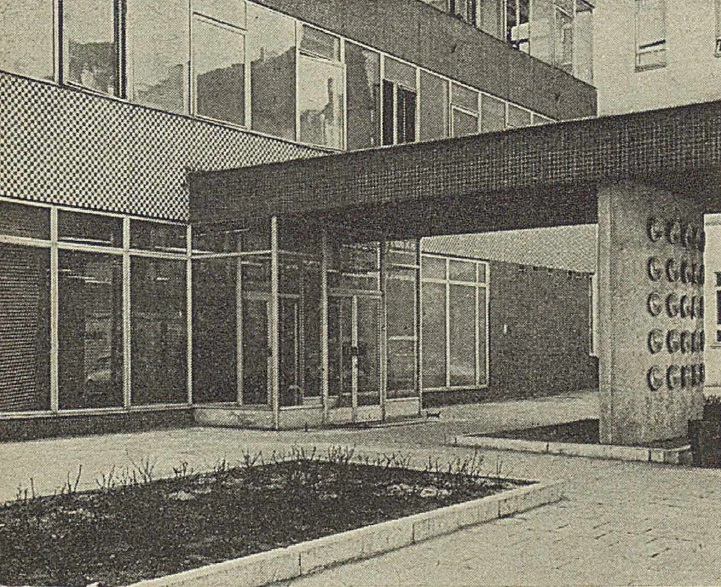
Fasada budynku ZETO Wrocław wraz z wejściem w 1974 r.

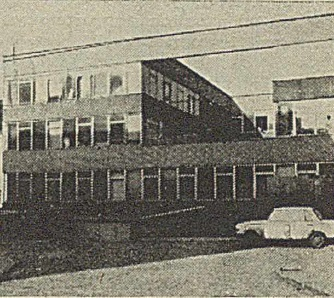
Południowa elewacja ZETO z widocznym prześwitem na patio, tarasem ze stołówką i nadwieszonym pasem ceramiki, 1974 r.

Projekty przy pl. Nowy Targ uczyniły Tarnawskich rozpoznawalnymi, co przyczyniło się do przyznania im kolejnego projektu od Zakładów „Elwro”. Rozwijający się przemysł komputerowy we Wrocławiu potrzebował własnego kampusu. Tarnawscy zaprojektowali osadzone w zieleni budynki; kontrastujące ze sobą wertykalne punktowce z bardziej horyzontalnymi pawilonami z kwadratowymi patio w środku. Planów w większości nie zreazlizowano, ale powiązały one architektów ze środowiskiem naukowców zajmujących się najnowszymi technologiami.
W 1964 dyrektorzy wrocławskich Zakładów Elektronicznej Techniki Obliczeniowej (ZETO), Jerzy Trybulski i Ryszard Terebus, powierzyli Tarnawskim zadanie stworzenia biurowca do obsługi elektronicznych maszyn cyfrowych (późniejszych komputerów). Architekci zaprojektowali trzykondygnacyjny budynek na planie prostokąta z kwadratowym patio i prześwitem od południowej strony. Elewacje z pasów szkła i czarno-białej ceramiki nadawały mu abstrakcyjnego charakteru, przybliżając do dzieł popularnego wówczas op-artu, który był stosowany w architekturze tamtego czasu m.in. przez Jerzego Sołtana.
Sale dla komputerów były jako jedne z pierwszych w Polsce wyposażone w klimatyzację. W tym celu zastosowano specjalne rozsuwane podłogi i podwieszane sufity. Przewidując szybki rozwój informatyki, wnętrza zaprojektowano ze szklanych i lekkich ścianek, które dawały możliwość szybkiego i wygodnego zaaranżowania wnętrza. Było to znaczącym rozwinięciem pomysłu z wcześniejszego budynku eksperymentalnego przy ul. Szewskiej. Wnętrza zaprojektowane zostały przy współpracy z Józefem Chierowskim i wyposażone w jego fotele modelu 366.
ZETO Wrocław budowany był w latach 1966–1969, zaś w trakcie budowy doszło do zmian osobowych w zespole Tarnawskich: Czerechowskiego, który wyjechał do Londynu, zastąpił Edmund Frąckiewicz. Jak na warunki PRL-u obiekt powstał zaskakująco szybko i realizacja nie odbiegała zbytnio od projektu. Pomimo kontrowersyjnej lokalizacji, budynek zyskał pozytywne opinie. W 1970 Tarnawscy zostali uhonorowani Nagrodą Wrocławia w dziedzinie architektury, zaś w 1971 budynek ZETO wygrał coroczny plebiscyt „Słowa Polskiego” na najlepszy budynek użyteczności publicznej. W marcu 2022 budynek został wpisany do rejestru zabytków.

### Architektura high-tech i Dolmed

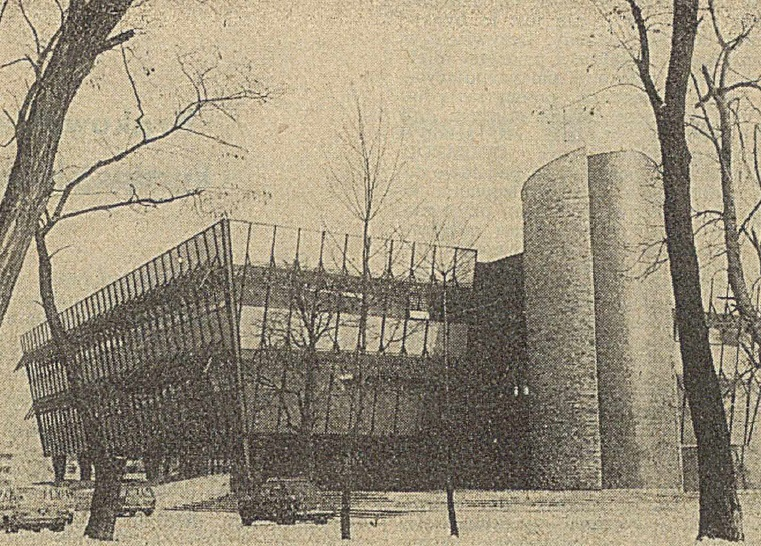
Dolmed od strony zachodniej w 1980

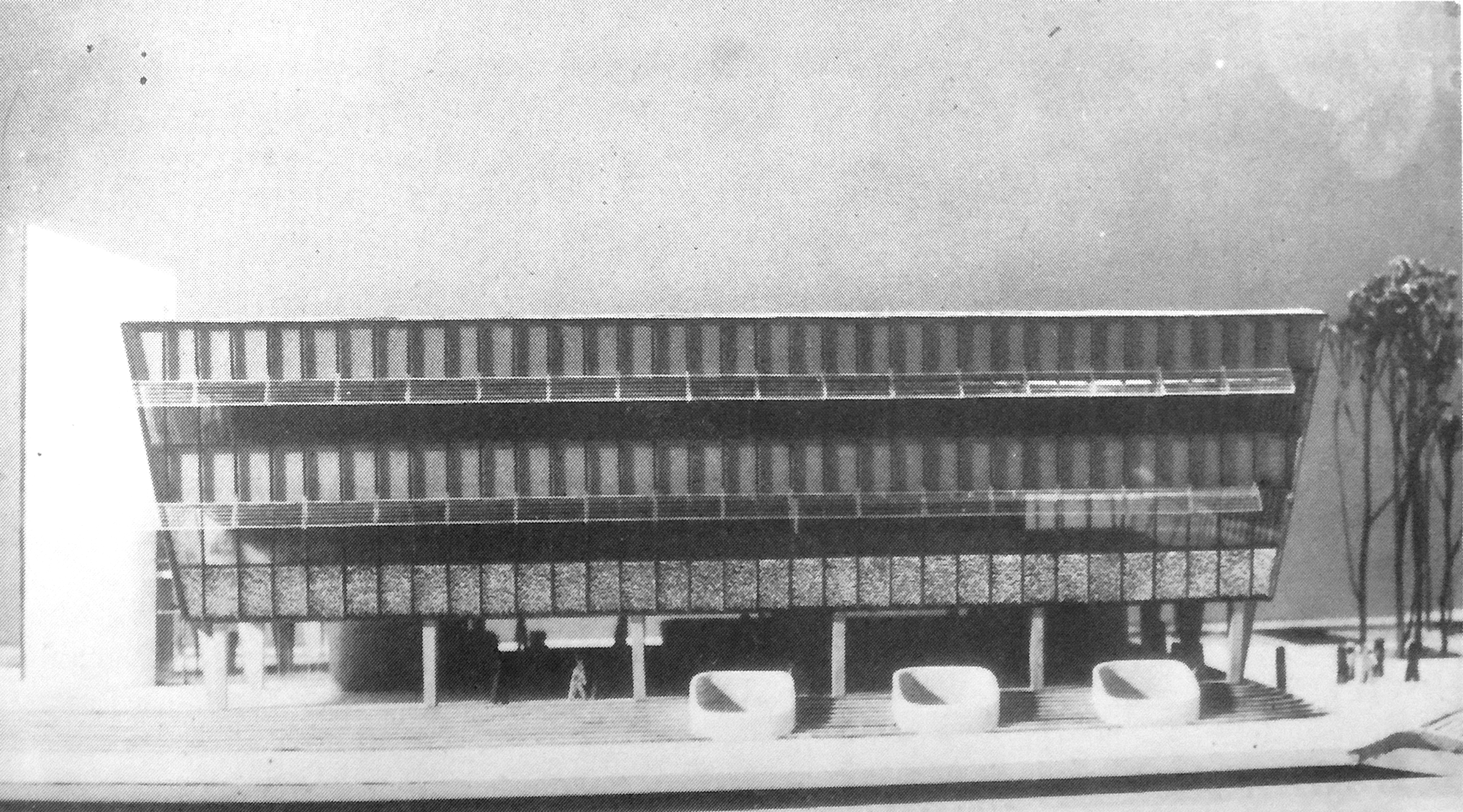
Makieta Dolmedu

Ogromny sukces budynku ZETO sprawił, że w Miastoprojekcie wyodrębniono osobny zespół w skład którego weszli Tarnawscy i Frąckiewicz, zajmujący się wyłącznie projektowaniem obiektów dla Elektronicznej Techniki Obliczeniowej. Pracownia współpracowała m.in. z Mostostalem, „Elwro” i ZETO.
Biuro Generalnych Dostaw „Elwro” zleciło Tarnawskim zaprojektowanie modelu typowego ośrodka obliczeniowego, którego podstawą była najmniejsza jednostka elektronicznej maszyny cyfrowej. Projekt zdobył nagrodę Polskiego Komitetu Automatycznego Przetwarzania Informacji.
W latach 70. Tarnawscy zaprojektowali około 20 ośrodków obliczeniowych, m.in. w Krakowie, Lubinie i Jelczu-Laskowicach. Część była uproszczonymi kopiami budynku ZETO we Wrocławiu, pozostałe jednak znacząco się różniły. W architekturze Tarnawskich lat 70. zaszły zmiany: wcześniejsze projekty delikatnych, poziomych pawilonów osadzonych w zieleni, zaczęły ewoluować w coraz większe budowle złożone na zasadzie addycyjnych brył, akcentując bardziej pionowe podziały. Zmienił się także materiał – wykorzystywano mniej wolnego tynku, a więcej hartowanego szkła i aluminium. Większość z tych projektów pozostała niezrealizowana w związku z pogarszającą się kondycją gospodarki państwa w drugiej połowie lat 70. Na papierze pozostał projekt monumentalnego ZETO-II przy pl. Społecznym we Wrocławiu o formie dwóch, zespolonych wieżowców, w ramach przygotowań do którego kierownictwo „Elwro” wysłało Annę Tarnawską do Londynu, by obejrzała podobne obiekty ICL – zagranicznego partnera wrocławskich zakładów.
Realizacji doczekało się nowoczesne centrum diagnostyczne Dolmed przy ul. Legnickiej, wykorzystujące komputery i nowatorski system diagnostyki. Przed jego zaprojektowaniem Tarnawscy udali się wraz ze specjalistami „Elwro” do Japonii, gdzie oglądali centra diagnostyczne związane z Toshibą, zwracając uwagę przede wszystkim na rozwiązania technologiczne. Budynek o formie odwróconego stożka ze ściętym wierzchołkiem przypominał wcześniejszy budynek ZETO pod względem pasowej kompozycji elewacji, w tym przypadku użyto jednak łamaczy światła by uchronić wnętrza przed zbytnim nagrzaniem. Zamiast kwadratowego patio zaplanowano o wiele większą przestrzeń wokół budynku, projektując m.in. fontannę z rzeźbami łabędzi Jerzego Boronia. Wnętrza, przy których ponownie pomagał Jerzy Chierowski, były bardziej przytulne i łagodne, dzięki użyciu dywanów i drewna.
Na otwarcie Dolmedu w maju 1977 przyjechał I sekretarz KC PZPR Edward Gierek wraz z sekretarzem Stanisławem Kanią, I sekretarz wrocławskiego KW Ludwik Dróżdż oraz Minister Zdrowia Marian Śliwiński. Edward Gierek osobiście odznaczył architektów, nadając Annie Srebrny Krzyż Zasługi, a Jerzemu – Krzyż Kawalerski Orderu Odrodzenia Polski. Tarnawskim ponownie przyznano nagrodę Polskiego Komitetu Automatycznego Przetwarzania Informacji. Sam projekt otrzymał nagrodę Mister Wrocławia za „Najlepszy budynek użyteczności publicznej” za lata 1975–1976.
Ze względu na charakterystyczną i futurystyczną bryłę, Dolmed wykorzystano w fabularnym filmie fantastycznonaukowym Test pilota Pirxa z 1978. Podobne centrum miało powstać w Bytomiu dla kopalni węgla kamiennego „Dymitrów”. Jednak kryzys gospodarczy i polityczny lat 80., a zwłaszcza wprowadzenie stanu wojennego, zahamowały większość inwestycji, a sami Tarnawscy w poszukiwaniu zleceń wyjechali do Algierii.
W 1989 Dolmed odwiedził minister ochrony zdrowia ZSRR Jewgienij Czazow, który zaproponował Tarnawskim przygotowanie podobnego centrum w Mikołajewce koło Doniecka. Projekt nie doszedł do realizacji wskutek rozpadu ZSRR.

## Recepcja architektury Tarnawskich
Realizacje Tarnawskich przyjmowane były przeważnie entuzjastycznie i z uznaniem. Świadczą o tym liczne nagrody, zarówno szczebla lokalnego, jak i krajowego. Wątpliwości ówczesnego konserwatora Wrocławia, Olgierda Czernera, budziły decyzje o przerywaniu średniowiecznego układu ulic, ostatecznie były one jednak przez niego akceptowane. Odważne eksperymentowanie z nowoczesnymi formami na terenie staromiejskim nie było wówczas postrzegane negatywnie przez większość środowiska architektów. Historyzujące formy zostały zdyskredytowane przez narzucony wcześniej socrealizm, zaś obowiązujące wytyczne konserwatorskie Karty Weneckiej zabraniały rekonstrukcji i zachęcały do „szczerego wyrazu architektury”, kontrastowania obiektów najnowszych z historycznymi.
Na poziom ogólnopolski Tarnawscy przebili się realizacją budynku ZETO, zgłoszoną do nagrody Ministerstwa Budownictwa i Materiałów Budowlanych i recenzowaną przez architekta Andrzeja Frydeckiego:
ZETO jest bardzo udatnym tworem współczesnej polskiej architektury i niewątpliwie zasługującym na wyróżnienie osiągnięciem utalentowanej małżeńskiej pary autorskiej Anny i Jerzego Tarnawskich. Niewątpliwie będzie mógł być wzorem dla następnie podejmowanych realizacji tego rodzaju ośrodków w Polsce.
Projekt wygrał również plebiscyt „Słowa Polskiego” w kategorii „najlepszy budynek użyteczności publicznej”, pokonując m.in. punktowiec Wydziału Chemii Uniwersytetu Wrocławskiego proj. Krystyny i Mariana Barskich.
Następna znana realizacja Tarnawskich – Dolmed, otwierana była już z większymi uroczystościami i z obecnością I sekretarza Edwarda Gierka. Na tym etapie władze komunistyczne doceniły propagandowe możliwości nowoczesnej technologii i architektury Tarnawskich, co było dość znamienne dla tzw. „gierkowskiej dekady luksusu”. Wrocławska dziennikarka Krystyna Tyszkowska komentowała budynek Dolmedu:
Komfort jest tak widoczny, że aż onieśmiela, aż budzi pytanie, czy nas na to stać, gdy gdzie indziej bywa ciasno i skromnie?
Zmiany postrzegania realizacji Tarnawskich wiązały się ze zmianą w całym polskim środowisku architektonicznym, w którym w latach 80. zaczęto krytykować modernizm i zapoznawać się z wartościami postmodernistycznymi. Wzorem Starego Miasta w Dreźnie czy w Elblągu, znów zaczęto dopuszczać rekonstrukcję, krytykowano zaś modernistyczne obiekty w staromiejskich dzielnicach. Zmiany konserwatorskie zbiegły się również z transformacją ustrojową w Polsce i resentymentem względem dokonań PRL-u, w tym jego architektury. Nie inaczej było we Wrocławiu, gdzie zaczęto krytykować zabudowę pl. Nowy Targ czy ZETO, pojawiły się również głosy nawołujące do ich wyburzenia. Dawniej chwalony kontrast nowoczesnych obiektów z historycznymi został zdyskredytowany, w związku z czym w 2006 w Biurze Rozwoju Wrocławia pojawiły się pierwsze pomysły rozbiórki budynków przy pl. Nowy Targ.
W obronie architektury Tarnawskich wystąpili historycy architektury z Uniwersytetu Wrocławskiego, jak dr hab. Agnieszka Zabłocka-Kos czy dr Agata Gabiś, oraz Politechniki Wrocławskiej, jak dr hab. Agnieszka Tomaszewicz. Zabłocka-Kos zwracała uwagę m.in. na wartość historyczną zabudowy pl. Nowy Targ, oraz na zły stan techniczny budynków, wpływający na ich ocenę:
Nowy Targ to świadek historii, innego, modernistycznego myślenia o zabudowie staromiejskiej. To niezła architektura, tylko w złym stanie.
Zabłocka-Kos zainicjowała Listę Dóbr Kultury Współczesnej dla Wrocławia, na której widnieją projekty Tarnawskich, m.in. ZETO i Dolmed. Wrocławski architekt współczesny, Zbigniew Maćków, wymienia ZETO wraz z Mezonetowcem proj. Jadwigi Grabowskiej-Hawrylak jako jedne z najlepszych budynków Wrocławia z lat 60. Towarzystwo Upiększania Miasta Wrocławia zaproponowało koncepcję odnowy zabudowy pl. Nowy Targ, zaś na przełomie 2016 i 2017 roku wrocławska pracownia VROA odremontowała segment jednego z bloków z poszanowaniem oryginalnej koncepcji.
W 2012 Tarnawscy zostali odznaczeni Honorową Nagrodą SARP Oddziału Wrocławskiego.

## Nagrody i odznaczenia
- 1962: Mister Wrocławia za najlepszy budynek mieszkalny, ul. Wita Stwosza 37–44, tzw. Uskokowiec[23]
- 1963: nagroda III stopnia Komisji ds. Architektury i Urbanistyki za zabudowę pl. Nowy Targ[54]
- 1970: Nagrodą Wrocławia w dziedzinie architektury za budynek ZETO Wrocław[11]
- 1971: Najlepszy budynek użyteczności publicznej, plebiscyt „Słowa Polskiego”, ZETO Wrocław[30]
- lata 70.: nagroda Polskiego Komitetu Automatycznego Przetwarzania Informacji, model powtarzalnego ośrodka obliczeniowego[32]
- 1976: Mister Wrocławia za najlepszy budynek użyteczności publicznej, Dolmed[23]
- 1976: nagroda Polskiego Komitetu Automatycznego Przetwarzania Informacji, Dolmed[2]
- 1977: Srebrny Krzyż Zasługi (dla Anny Tarnawskiej)[2]
- 1977: Kawalerski Krzyż Orderu Odrodzenia Polski (dla Jerzego Tarnawskiego)[54]
- 2012: Honorowa Nagroda SARP, oddział wrocławski[2]

## Realizacje i projekty
- 1955–1962: Plac Młodzieżowy, ul. Świdnicka, Wrocław – współautorzy: W. Czerechowski, Ryszard Jędrak, R. Natusiewicz[16]
- 1957–1964: zabudowa w rejonie pl. Nowy Targ, Wrocław – współautorzy: W. Czerechowski, R. Natusiewicz[1]
  - budynek eksperymentalny, ul. Szewska 29–31[20]
  - 1962: Uskokowiec, ul. Wita Stwosza 37–44[23]
  - żłobek nr 6, ul. Krowia 1[55]
  - przedszkole nr 65, ul. Nożownicza 35[56]
  - gimnazjum nr 21, ul. Kraińskiego 1[57]
- 1963–1970: Technikum przy ul. Drukarskiej 50, Wrocław[58]
- 1966–1969: Zakład Elektronicznych Technik Obliczeniowych ZETO, ul. Ofiar Oświęcimskich 7–13, Wrocław[2]
- lata 70.: biurowiec „ETOB”, ul. Legnicka 36, Wrocław[59]
- 1974–1975: biurowce Zakładów Samochodowych Jelcz SA, ul. Inżynierska 3, Jelcz-Laskowice[60]
- 1974–1977: Dolnośląskie Centrum Diagnostyki Medyczne „Dolmed”, ul. Legnicka 40, Wrocław[2]

## Galeria

### Plac Młodzieżowy

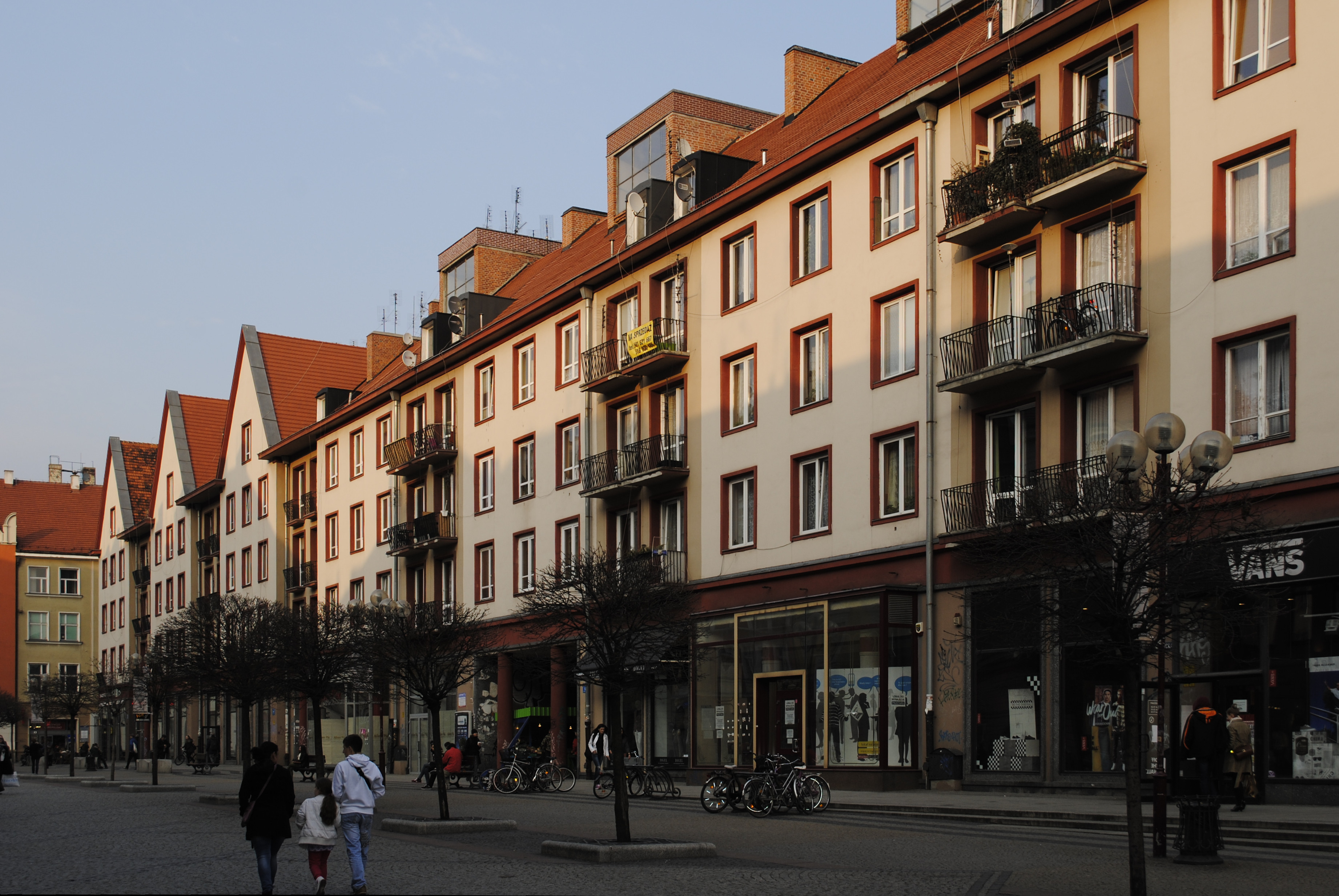
Zabudowa dawnego pl. Młodzieżowego, ul. Świdnicka.

### Nowy Targ

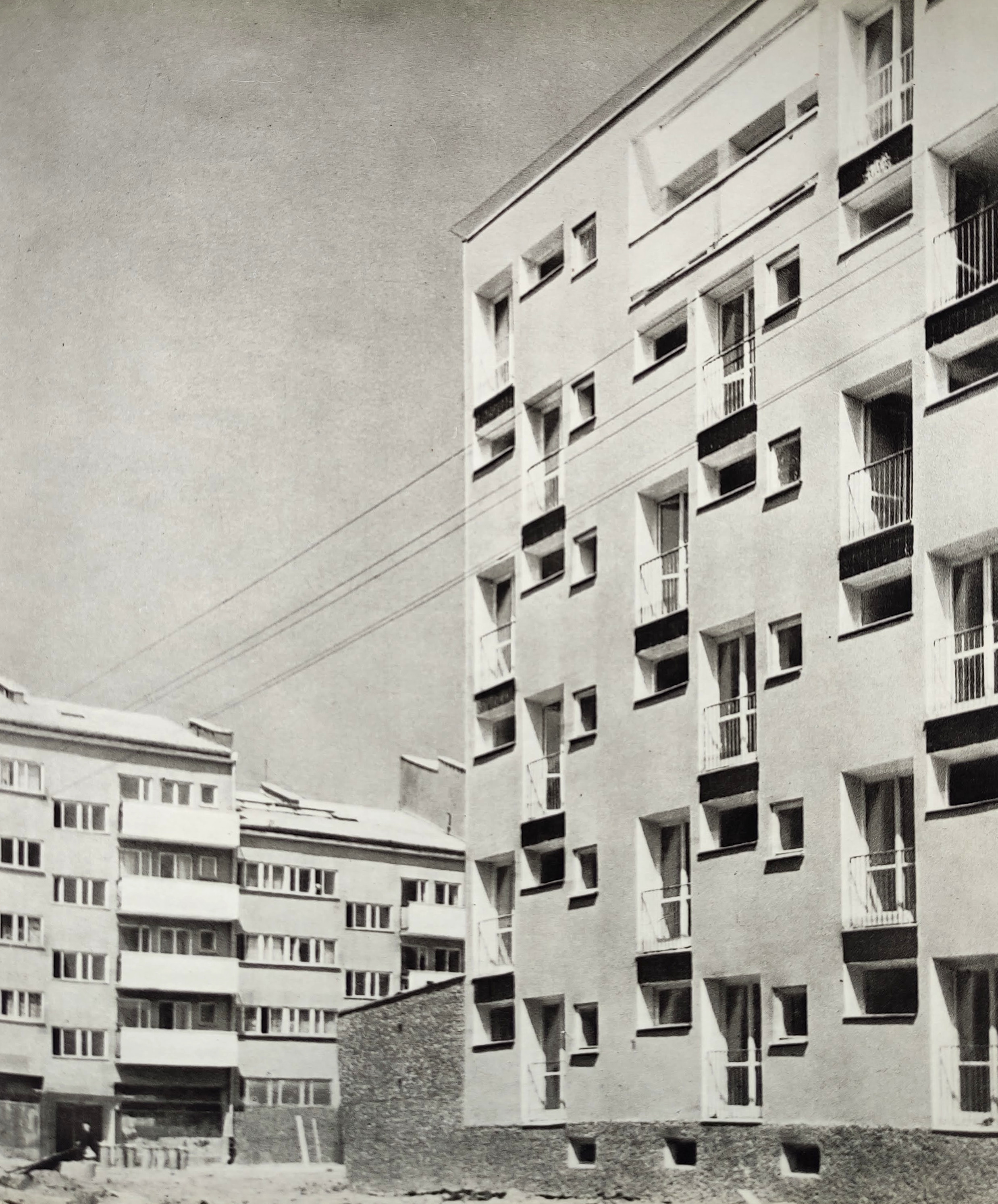
Budynek osiedla Nowy Targ przy ul. Szerokiej
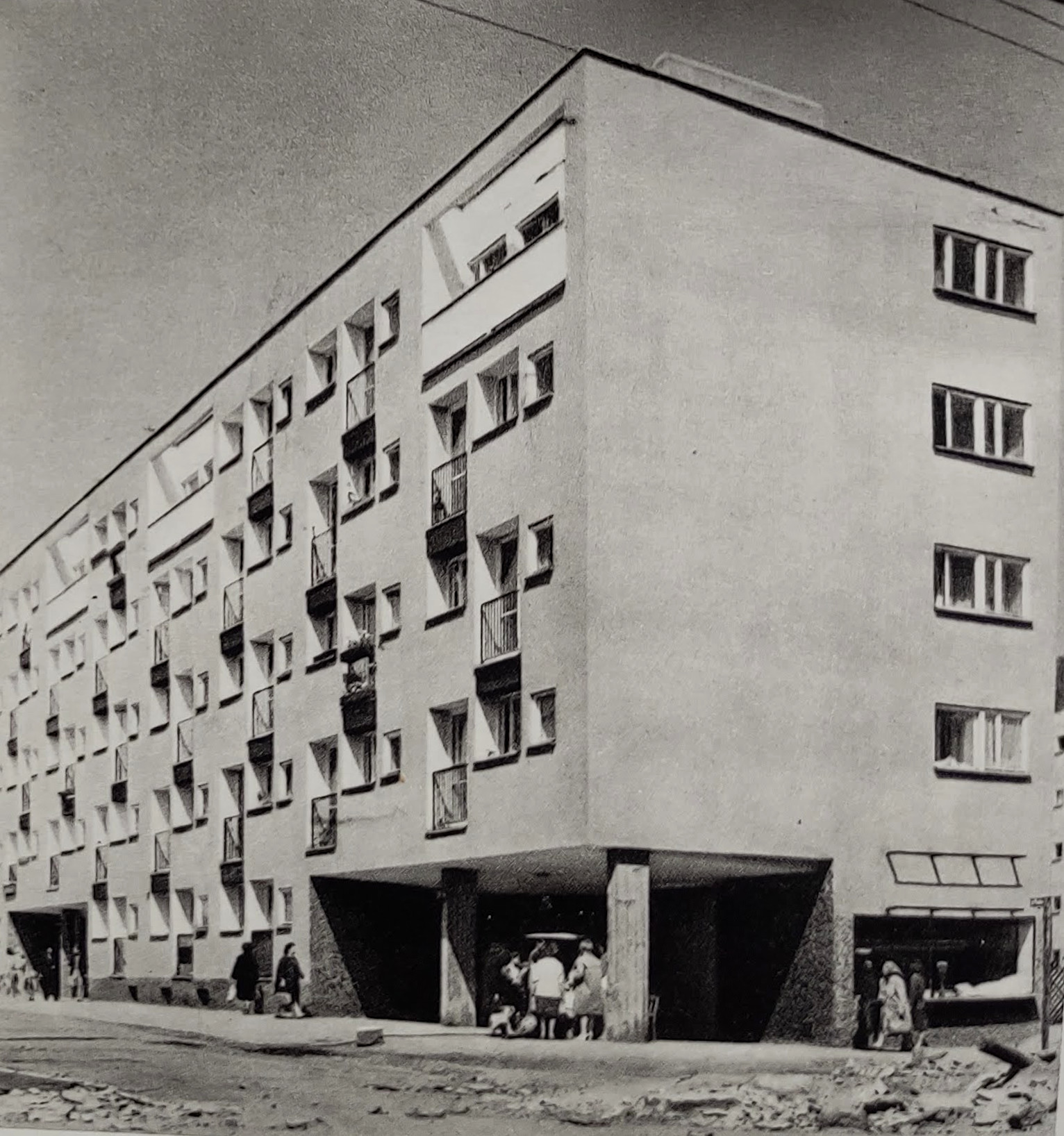
Budynek osiedla Nowy Targ przy ul. Piaskowej
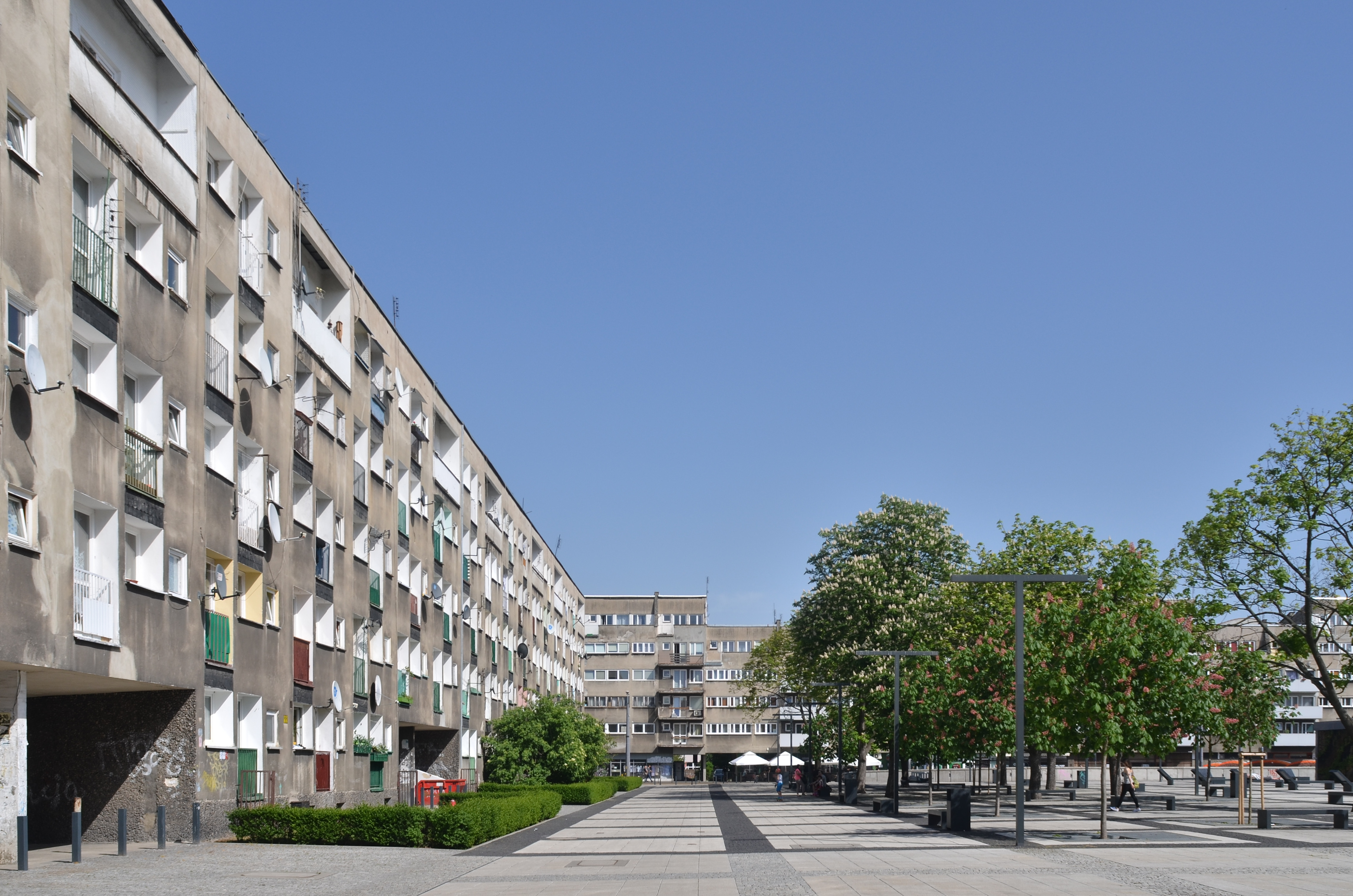
Zabudowa mieszkaniowa przy pl. Nowy Targ we Wrocławiu, 2019
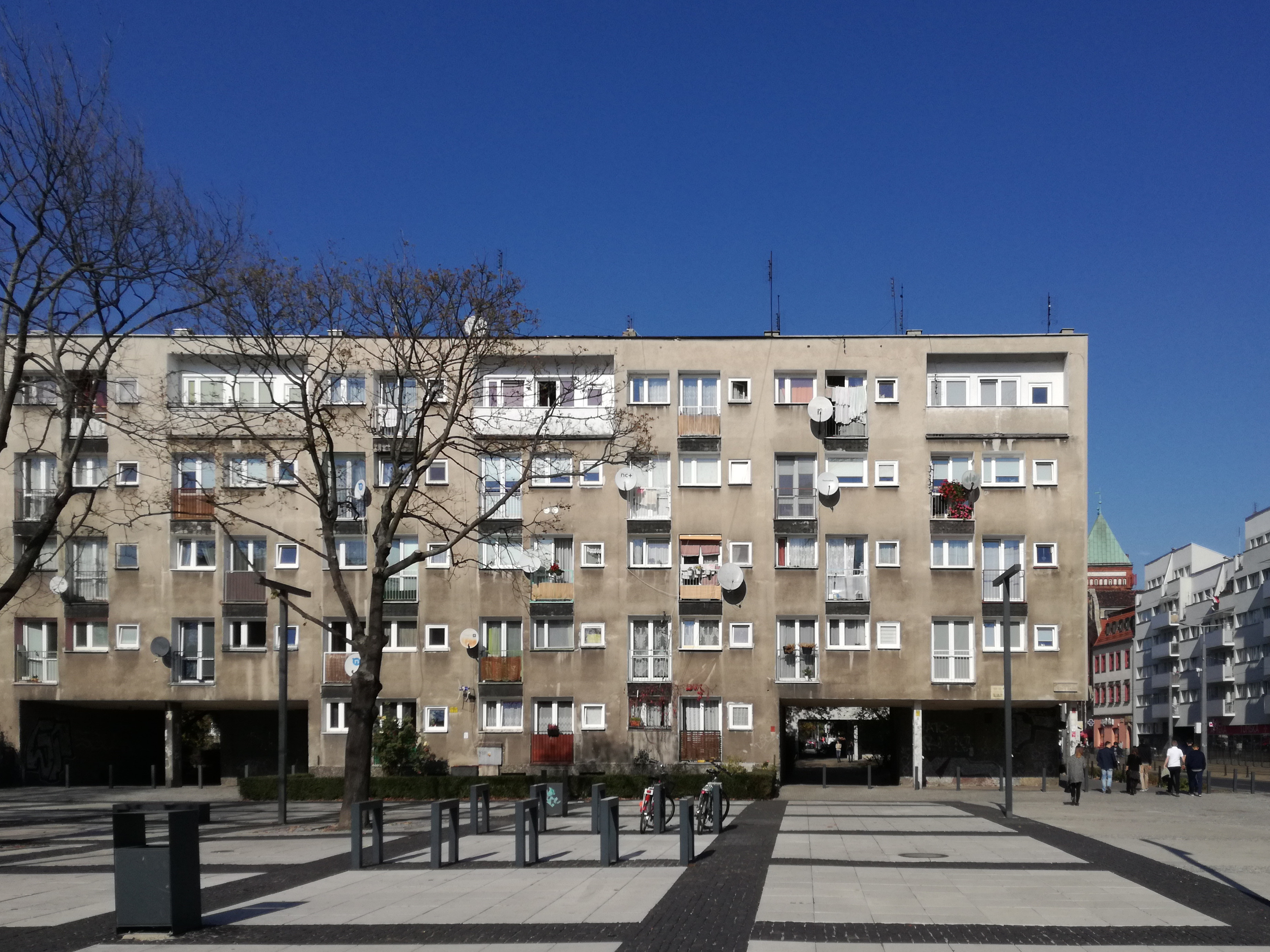
Północna pierzeja pl. Nowy Targ

### Zespół Szkół Ekonomicznych przy ul. Drukarskiej

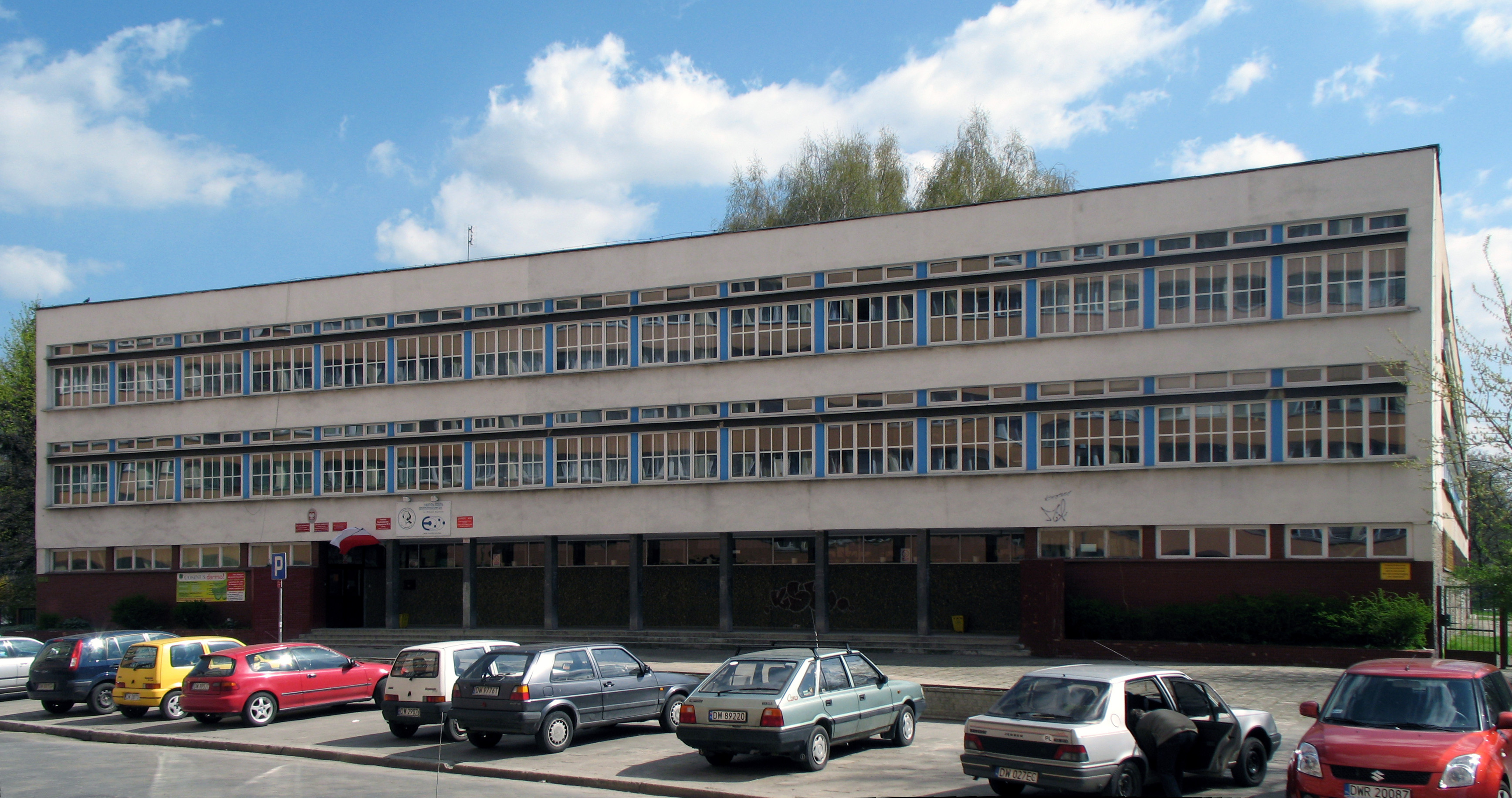
Zespół Szkół Ekonomicznych przy ul. Drukarskiej 50 we Wrocławiu

### ZETO Wrocław

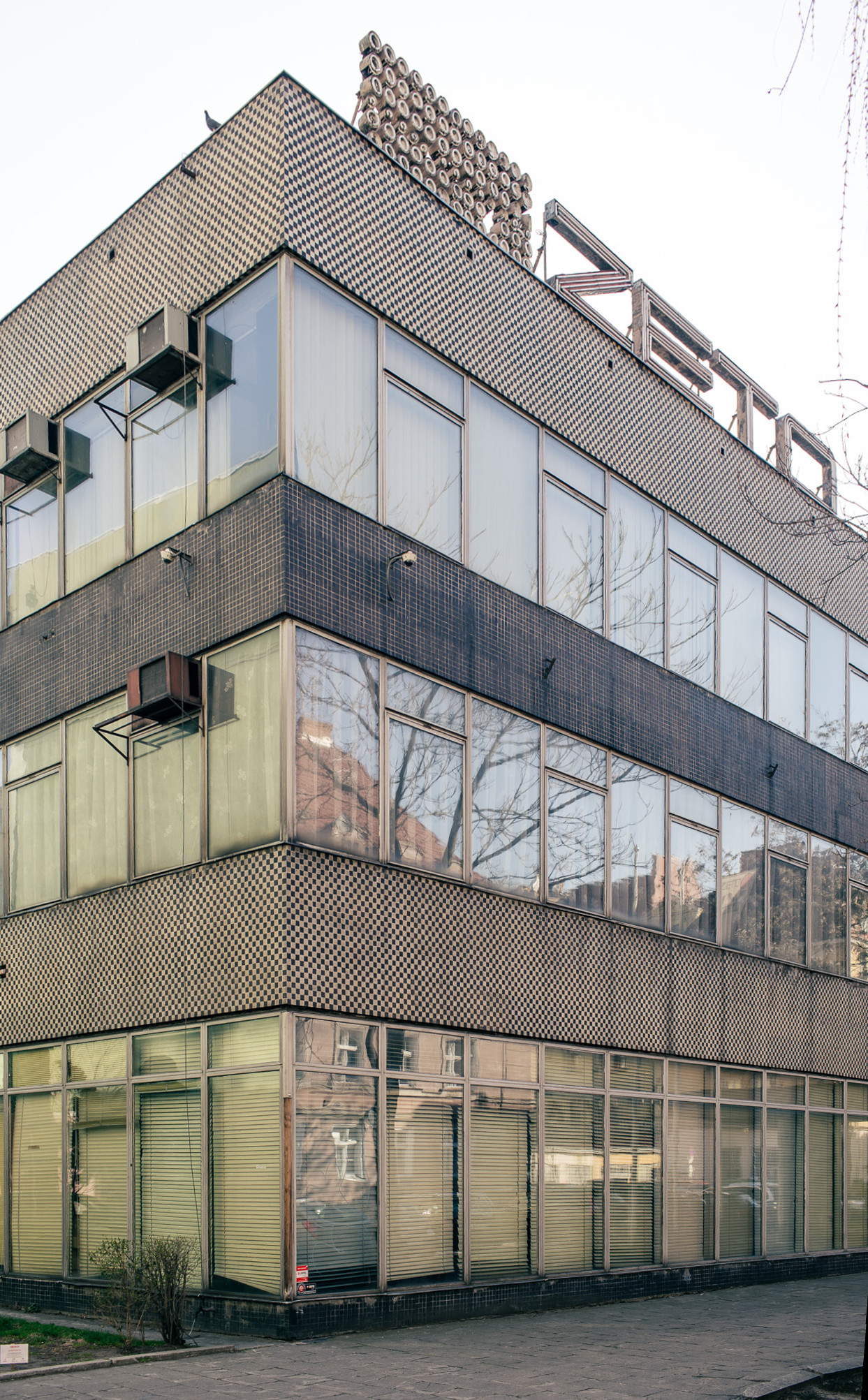
Narożnik i neon
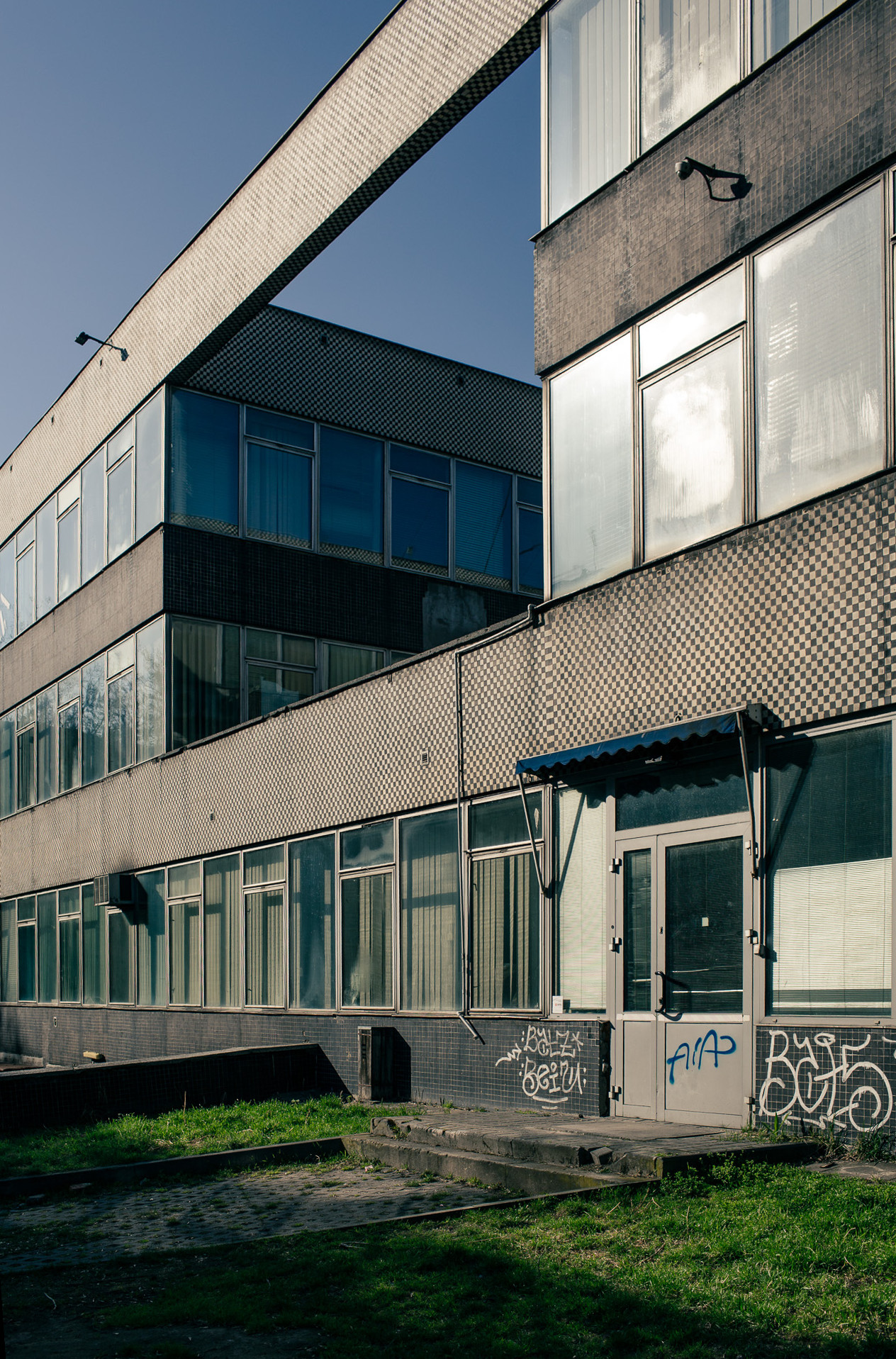
Elewacja południowa z wycięciem na taras
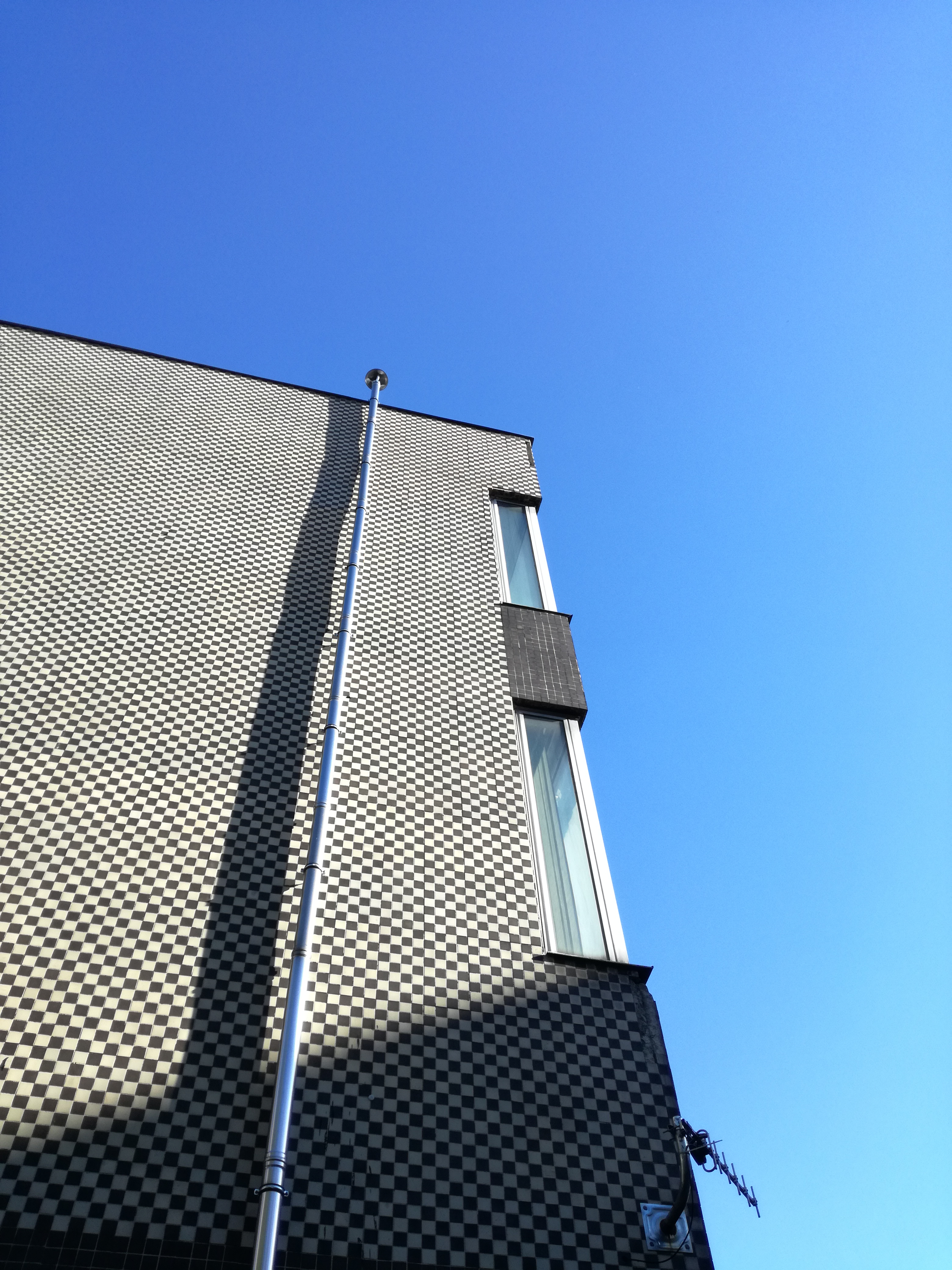
Przeszklony narożnik budynku
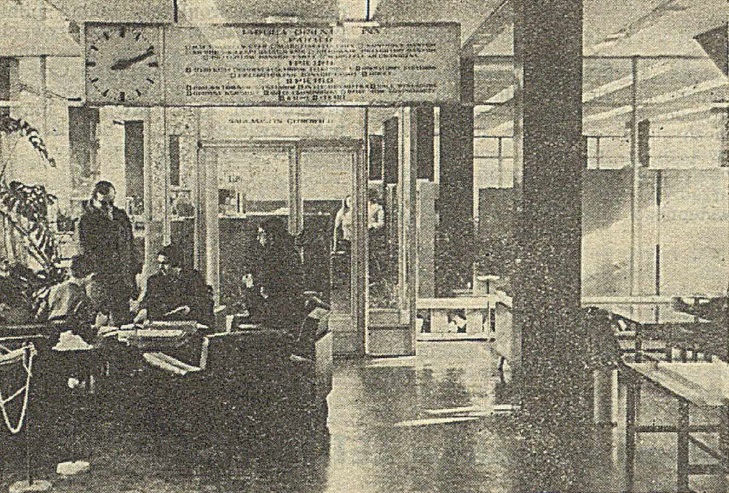
Wnętrze biurowca, lata 70.

### DOLMED

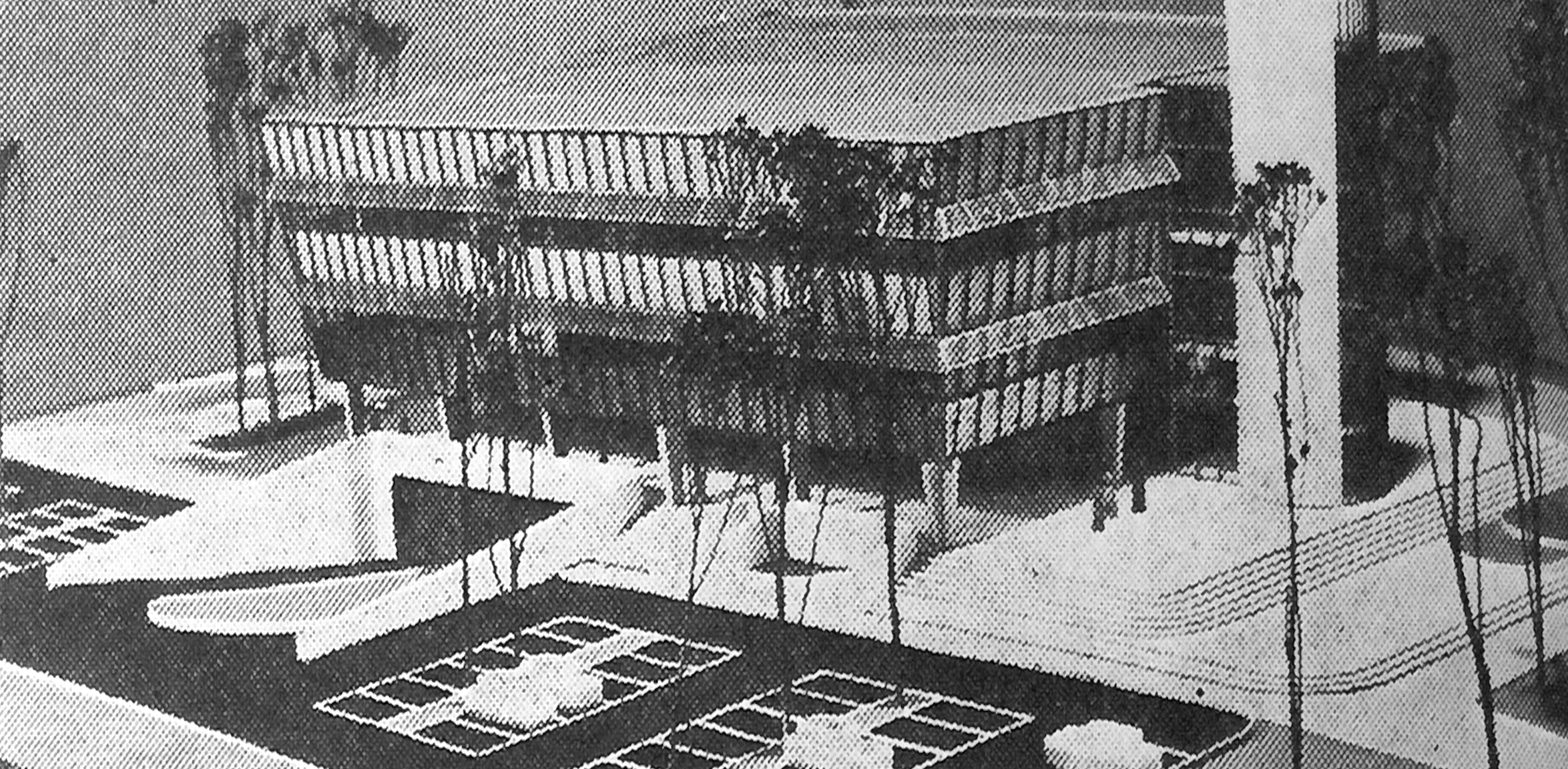
Model budynku
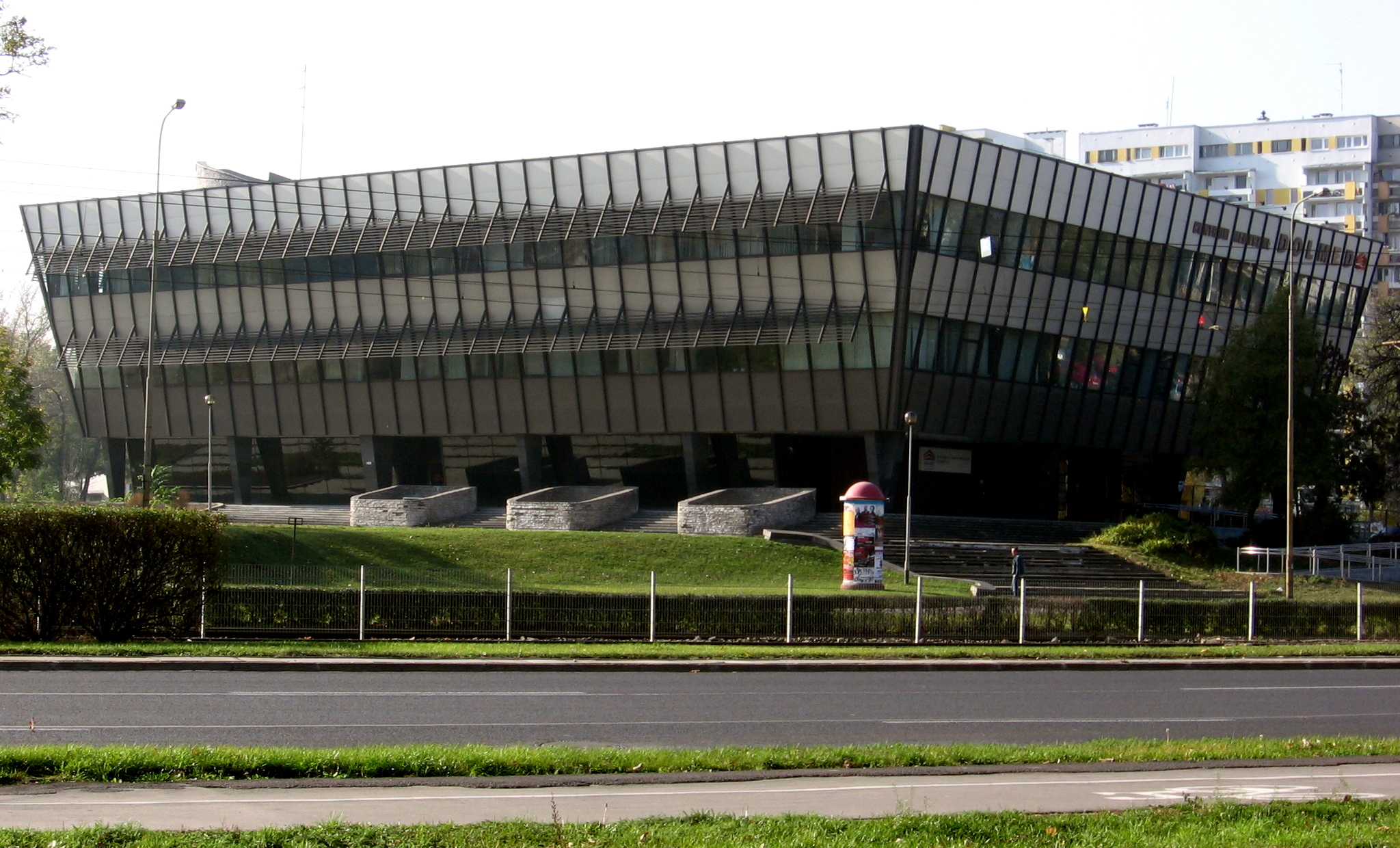
Widok od strony ul. Legnickiej, 2008

### Projekty niezrealizowane

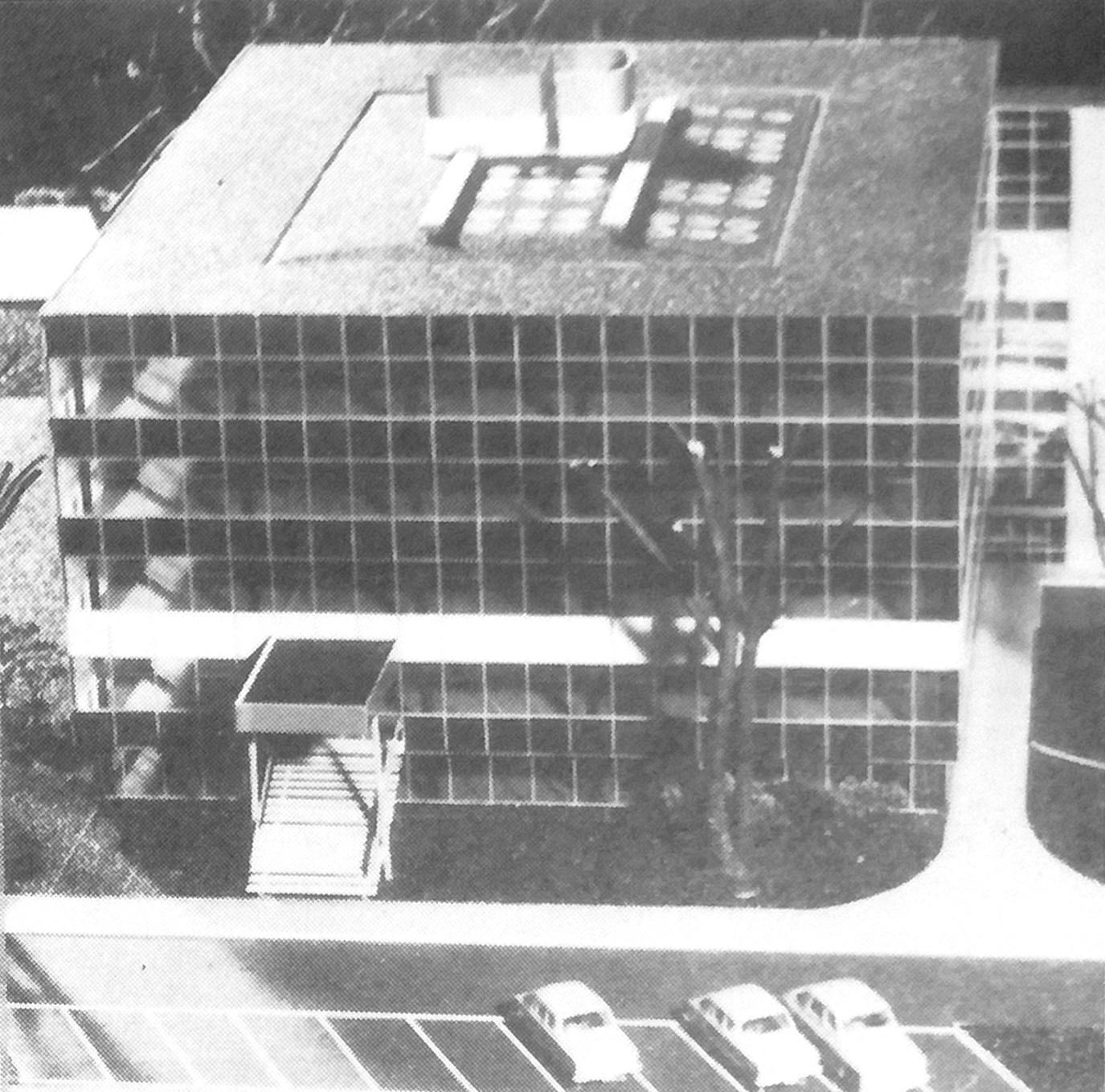
ZETO Lubin
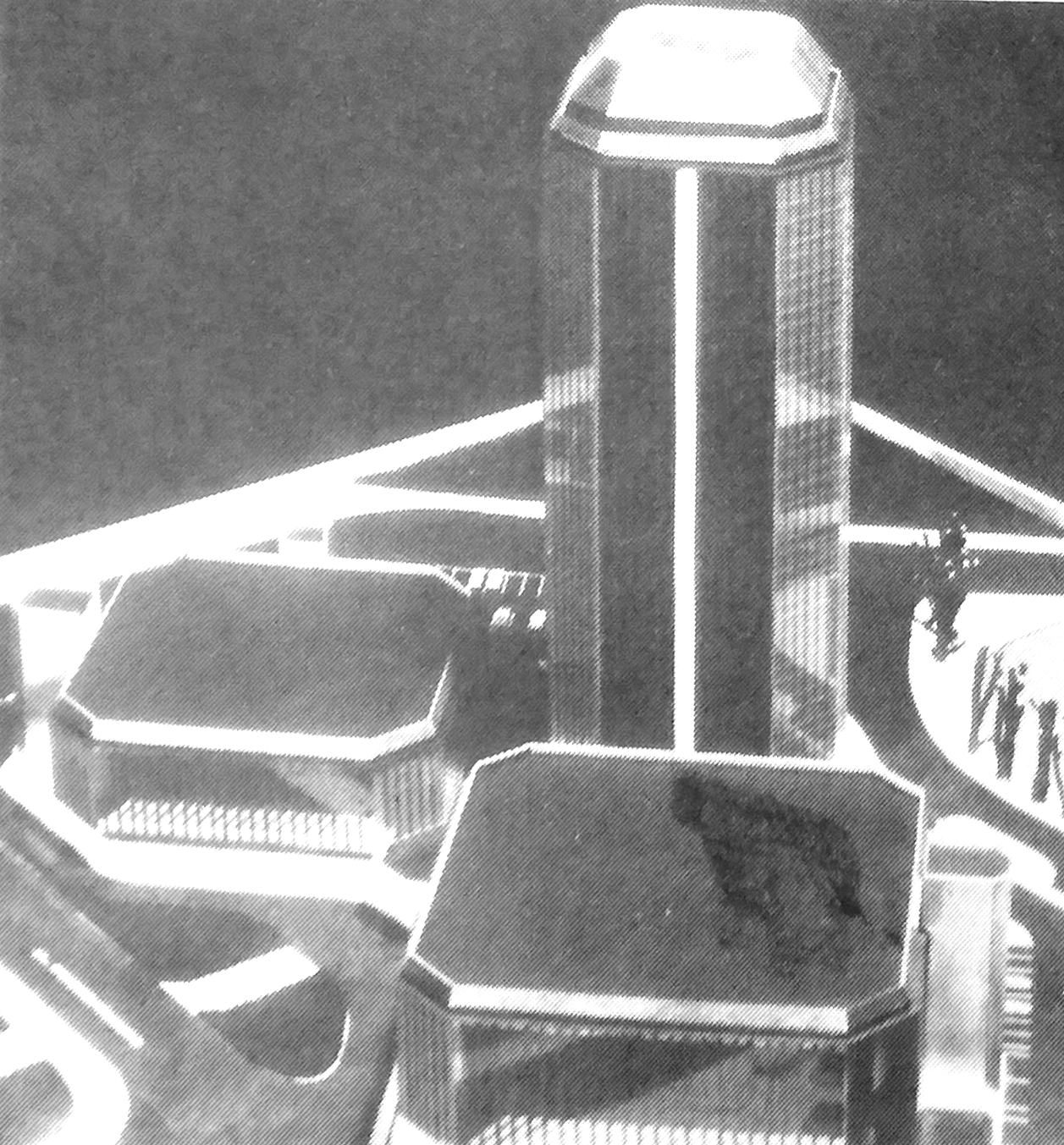
Centrum Obliczeniowe w Bytomiu
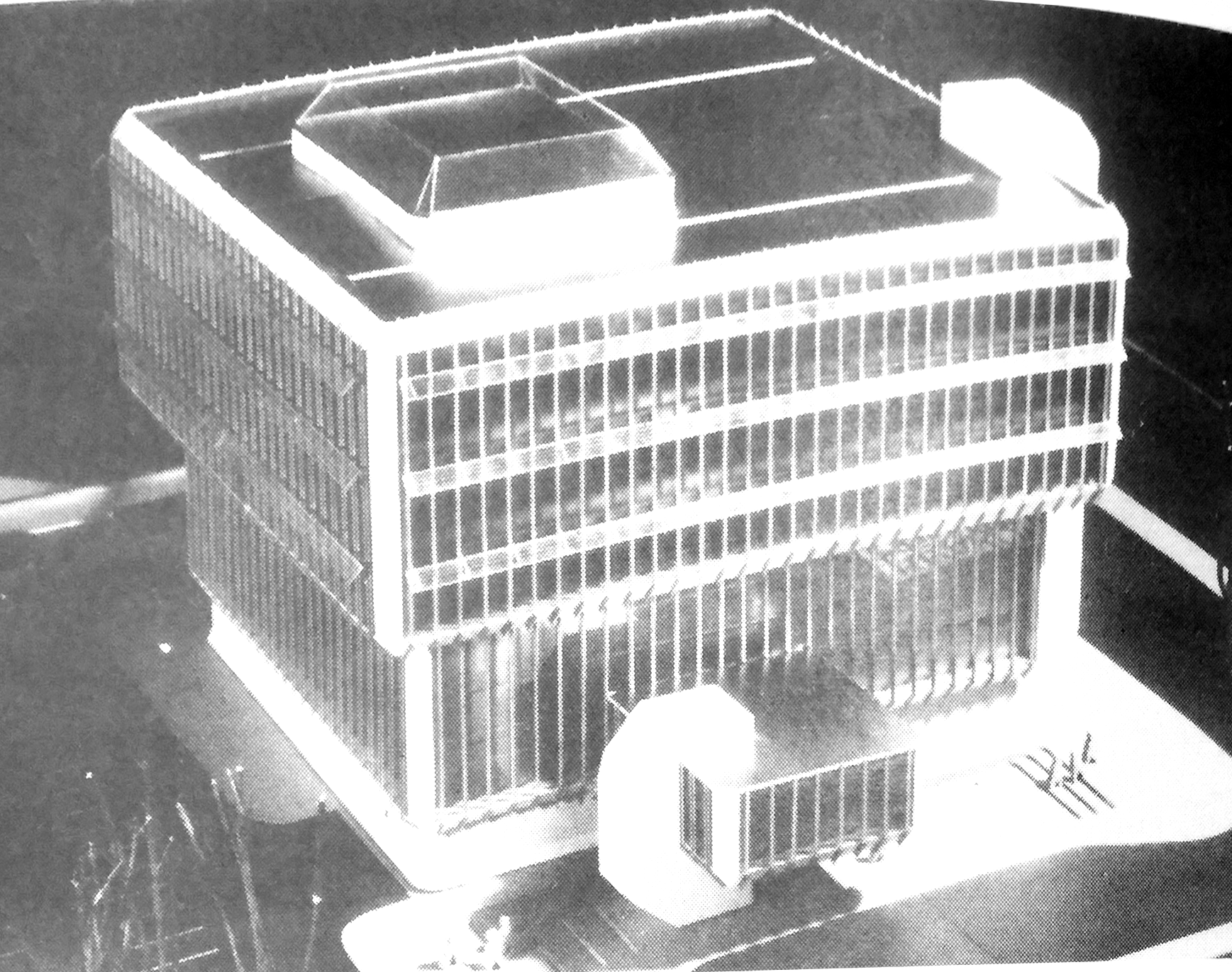
Centrum Obliczeniowe dla Uniwersytetu Jagiellońskiego, Kraków
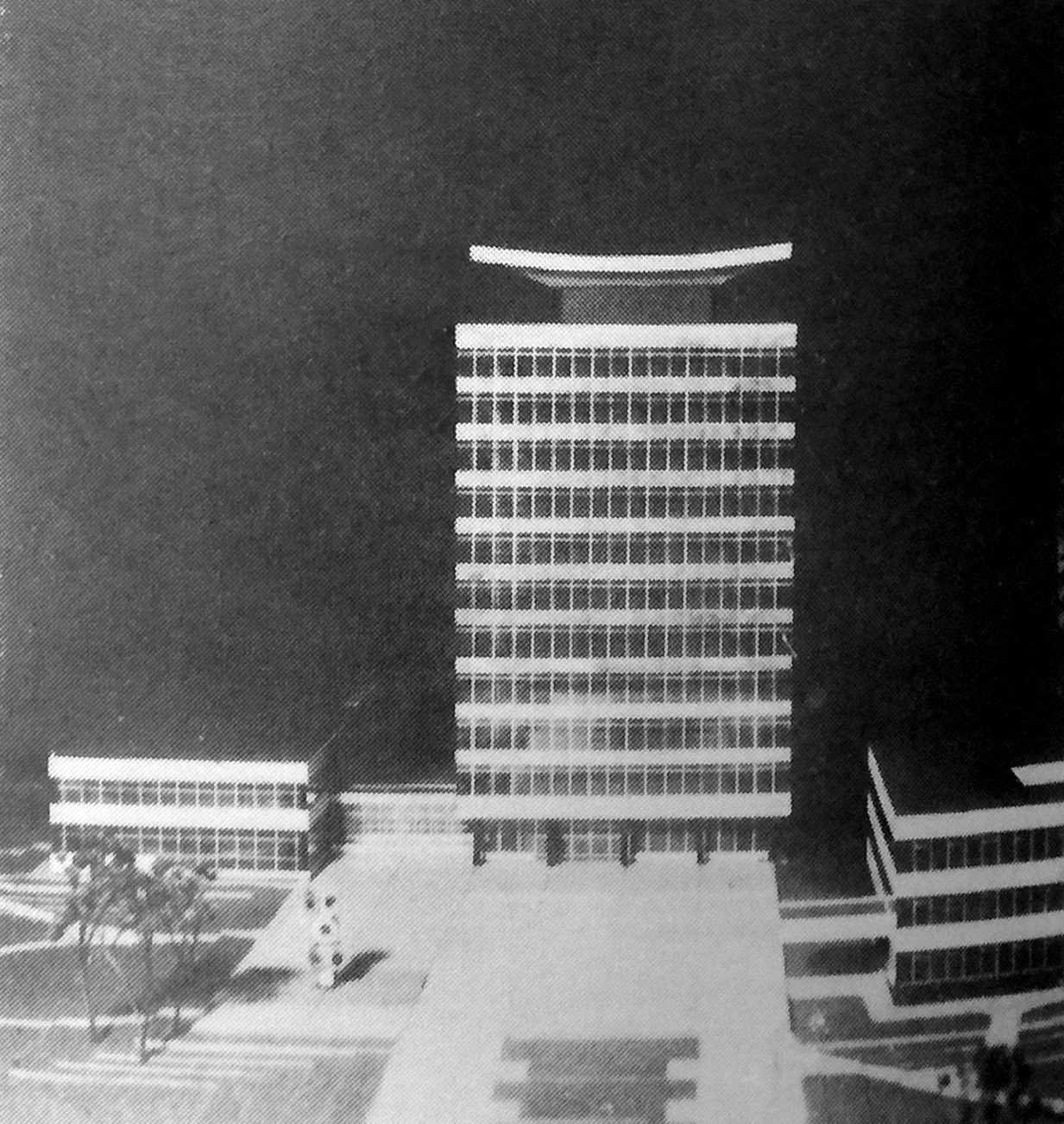
Biurowce i centrum obliczeniowe dla zakładów samochodowych w Jelczu-Laskowicach
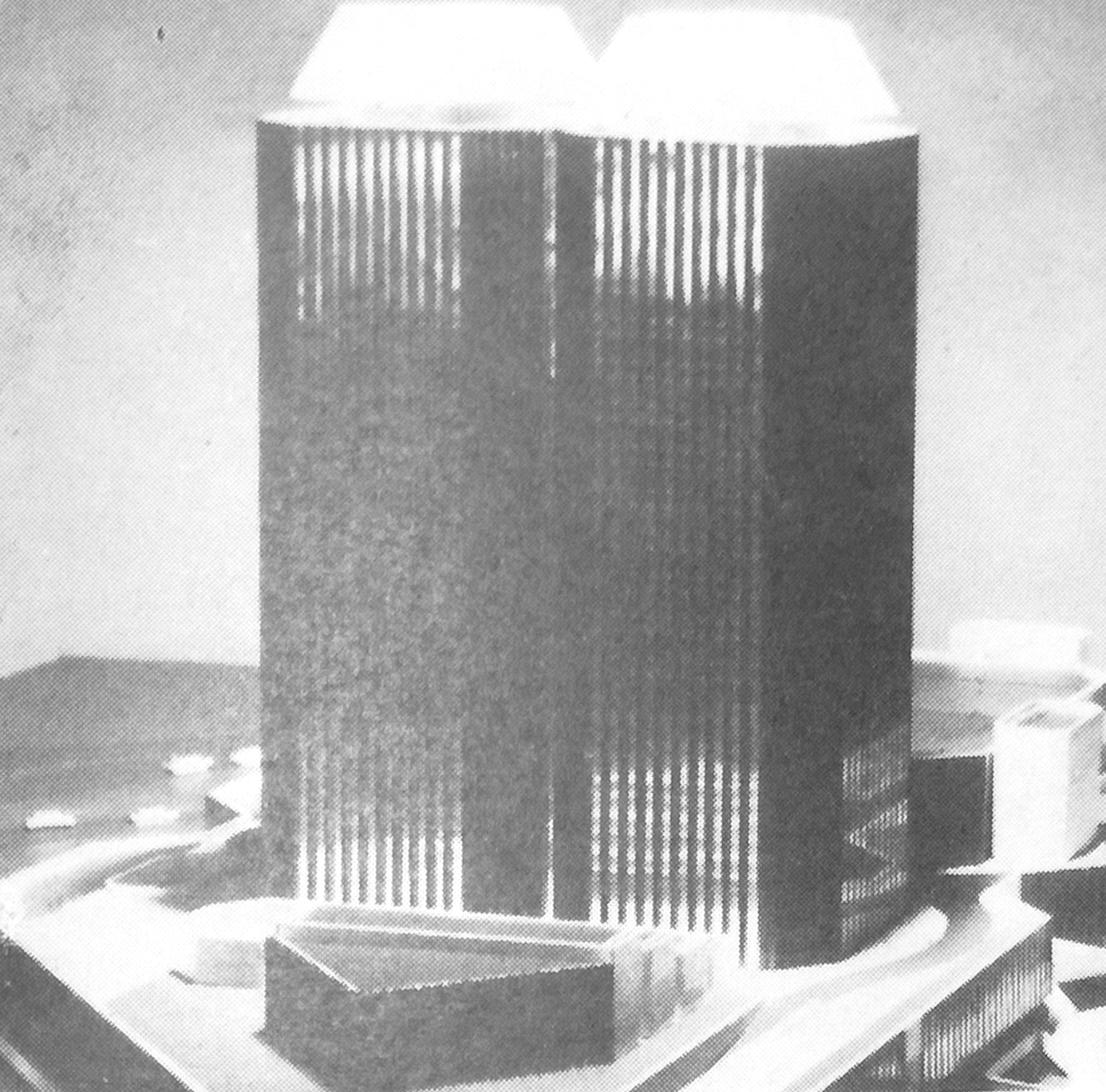
ZETO-2 przy pl. Społecznym, Wrocław